# 延纳斯多夫
延纳斯多夫（德語：Jennersdorf，德語發音：[ˈjɛnɐsˌdɔʁf] ⓘ）是奥地利布尔根兰州延纳斯多夫县的一个市镇。总面积37.92平方公里，总人口4249人，人口密度112.1人/平方公里（2011年）。